# 湖南省监狱管理局
湖南省监狱管理局是中华人民共和国湖南省人民政府主管湖南省监狱工作的部门管理机构，现由湖南省司法厅管理。

## 机构设置
- 内设机构
  - 办公室
  - 政治部
  - 狱政管理处
  - 教育改造处
  - 生活卫生处
  - 刑罚执行处
  - 劳动改造处
  - 安全生产监督管理处
  - 法规处
  - 基建规划
  - 财务处
  - 纪检（监察）
  - 机关党委
  - 离退休管理服务处
- 基层监狱
  - 湖南省赤山监狱
  - 湖南省雁北监狱
  - 湖南省雁南监狱
  - 湖南省永州监狱
  - 湖南省怀化监狱
  - 湖南省娄底监狱
  - 湖南省德山监狱
  - 湖南省女子监狱
  - 湖南省津市监狱
  - 湖南省岳阳监狱[1]